# Luciano Miani
Luciano Miani (né le 14 février 1956 à Chieti dans les Abruzzes) est un joueur de football italien, qui jouait en tant que milieu de terrain, avant de devenir ensuite entraîneur.

## Biographie
Formé parmi les jeunes de la Juventus, Miani passe néanmoins les premiers temps de sa carrière avec le club de la Cremonese où il s'impose comme un des joueurs les plus prometteurs de Serie C. Les années suivantes, il rejoint Ternana puis Pise, ne parvenant pas réellement à s'imposer. 
Il retourne ensuite pour un temps à la Juve, et ne dispute que cinq rencontres, en coupe (dont la première le 10 mai 1978 lors d'un nul 1-1 contre Tarente). L'entraîneur Giovan Battista Fabbri le relance pourtant au Lanerossi Vicence, avec qui il fait ses débuts en Serie A lors de la saison 1978-79. En 1980, il rejoint le club de l'Udinese.
Son bon championnat disputé avec l'équipe frioulane lui vaut l'intérêt de la Fiorentina, très active lors de cette saison (achetant notamment Francesco Graziani, Eraldo Pecci, Antonello Cuccureddu, Pietro Vierchowod et Patrizio Sala), qui l'engage. Malheureusement, il est victime d'une grave blessure, l'empêchant de s'imposer en tant que titulaire, barré par Giancarlo De Sisti. Il joue en Toscane 26 matchs et inscrit 4 buts, manquant de peu le scudetto après un tête-à-tête avec la Juventus.
Il évolue ensuite avec Arezzo, Cagliari, Alexandriae et, enfin, Vicence. Il met un terme à sa carrière pour ensuite entreprendre une carrière d'entraîneur.

## Palmarès
Fiorentina
- Championnat d'Italie :
  - Vice-champion : 1981-82.